# ولیکو گلبکو
ولیکو گلُبُکو (اسلوونیایی: Veliko Globoko) یک زیستگاه انسانی در اسلوونی است که در Ivančna Gorica Municipality واقع شده‌است.

## خصوصیات
ولیکو گلبکو ۰٫۸۵ کیلومترمربع مساحت و ۶۹ نفر جمعیت دارد و ۲۷۹٫۵ متر بالاتر از سطح دریا واقع شده‌است.